# BMW Open 2013
BMW Open 2013 byl tenisový turnaj pořádaný jako součást mužského okruhu ATP World Tour, který se hrál v areálu MTTC Iphitos na otevřených antukových dvorcích. Konal se mezi 29. dubnem až 5. květnem 2013 v německém Mnichově jako 40. ročník turnaje.
Turnaj s rozpočtem 467 800 eur patřil do kategorie ATP World Tour 250. Nejvýše nasazeným hráčem ve dvouhře se stal desátý tenista světa Janko Tipsarević ze Srbska. Singlový titul si připsala německá turnajová trojka Tommy Haas.

## Mužská dvouhra

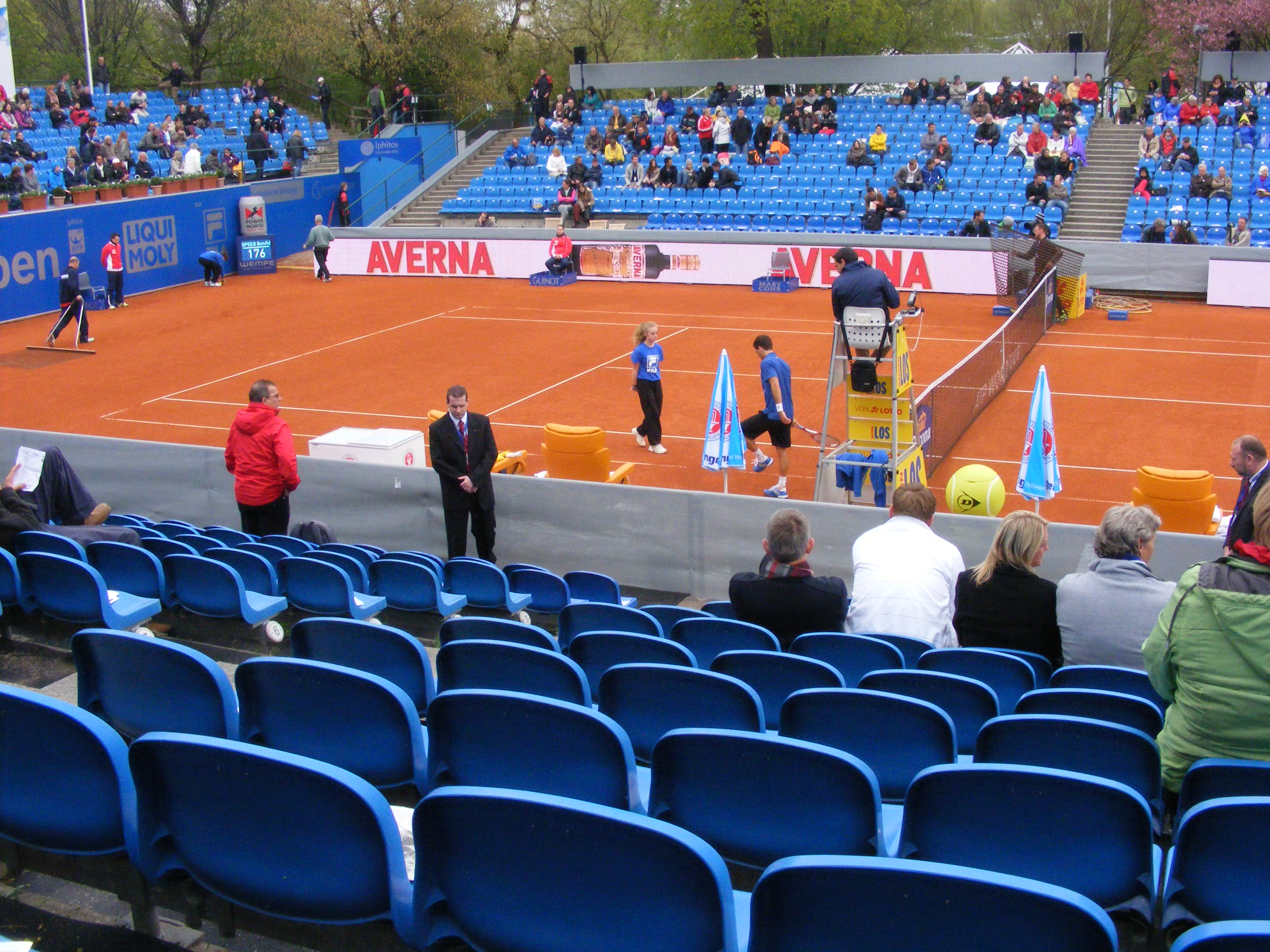
Centrální dvorec během turnaje

### Nasazení
| Stát       | Hráč                  | ATP1) | Nasazení |
| ---------- | --------------------- | ----- | -------- |
| Srbsko     | Janko Tipsarević      | 10.   | 1.       |
| Chorvatsko | Marin Čilić           | 11.   | 2.       |
| Německo    | Tommy Haas            | 14.   | 3.       |
| Německo    | Philipp Kohlschreiber | 21.   | 4.       |
| Ukrajina   | Alexandr Dolgopolov   | 23.   | 5.       |
| Německo    | Florian Mayer         | 29.   | 6.       |
| Rusko      | Michail Južnyj        | 30.   | 7.       |
| Rakousko   | Jürgen Melzer         | 34.   | 8.       |

- 1) Žebříček ATP k 22. dubnu 2013.

### Jiné formy účasti
Následující hráči obdrželi divokou kartu do hlavní soutěže:
- Tobias Kamke
- Kevin Krawietz
- Gaël Monfils

Následující hráči postoupili z kvalifikace:
- Matthias Bachinger
- Jevgenij Koroljov
- Łukasz Kubot
- John Millman
  -  Serhij Stachovskyj – jako šťastný poražený

### Odhlášení
před zahájením turnaje
- Thomaz Bellucci
- Xavier Malisse
- Bernard Tomic

## Mužská čtyřhra

### Nasazení
| Stát     | Hráč             | Stát      | Hráč            | ATP1) | Nasazení |
| -------- | ---------------- | --------- | --------------- | ----- | -------- |
| Rakousko | Alexander Peya   | Brazílie  | Bruno Soares    | 38.   | 1.       |
| Rakousko | Jürgen Melzer    | Indie     | Leander Paes    | 43.   | 2.       |
| Rakousko | Julian Knowle    | Slovensko | Filip Polášek   | 57.   | 3.       |
| Česko    | František Čermák | Slovensko | Michal Mertiňák | 86.   | 4.       |

- 1) Žebříček ATP k 22. dubnu 2013; číslo je součtem umístění obou členů páru.

### Jiné formy účasti
Následující páry obdržely divokou kartu do hlavní soutěže:
- Matthias Bachinger /  Daniel Brands
- Tommy Haas /  Radek Štěpánek

## Přehled finále

### Mužská dvouhra
- Tommy Haas vs.  Philipp Kohlschreiber, 6–3, 7–6(7–3)

### Mužská čtyřhra
- Jarkko Nieminen /  Dmitrij Tursunov vs.  Marcos Baghdatis /  Eric Butorac, 6–1, 6–4